# N.S.V.I.P.'s (TV-program)

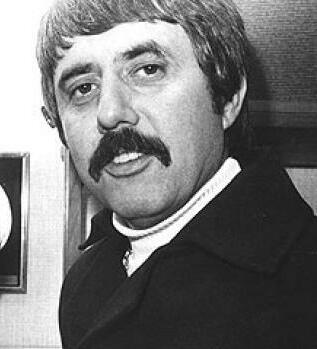
sångare Lee Hazlewood (här 1968).

The N.S.V.I.P.s' / Not so very important people är ett svenskt TV-program med Torbjörn Axelman och Lars Egler som regissör. Programmet premiärsändes 1973 och var det andra svenska tv-programmet som vann TV-priset Rose d'Or i Montreux.

## Programmet
"The N.S.V.I.P.s' " sändes första gången 1973 på SVT1. Underhållningsprogrammet innehöll en blandning av kortnoveller och musiknummer. Regissörer var Torbjörn Axelman och Lars Egler med Lee Hazlewood som upphovsman.
I rollistan fanns bland andra Lee Hazlewood och Lill Lindfors. Musikstyckena var covers av musikern och kompositören Harry Chapin. Flera sångnummer framfördes i duett.
Programmets längd var 32 minuter och inspelades i studio i Stockholm.

## Historia
1973 tilldelades programmet både TV-priset Rose d'Or och Internationella Presspriset som bästa underhållningsprogram vid festivalen i Montreux 26 april – 3 maj.
Programmet sändes även utomlands, bland annat i Tyskland i juni 1973.
"The N.S.V.I.P.s' " har även sänts i repris på SVT flera gånger, bland annat 1982.